# (9516) Инасан
(9516) Инасан (лат. Inasan) — типичный астероид главного пояса, который был открыт 16 декабря 1976 года советским астрономом Людмилой Черных в Крымской астрофизической обсерватории и 24 июня 2002 года назван в честь Института астрономии РАН.

## Обнаружение и именование
(9516) Инасан
Открыт 16 декабря 1976 года в Крымской астрофизической обсерватории Л. И. Черных.
Институт астрономии Российской академии наук (сокращённо ИНАСАН от его русского названия) является ведущим астрономическим исследовательским учреждением, основанным в 1936 году. Его основными областями исследований являются звёздная астрофизика, галактики, планетные системы, геодинамика, космические исследования, проблемы опасности от околоземных астероидов и космический мусор.
Оригинальный текст (англ.)9516 Inasan
Discovered 1976 Dec. 16 by L. I. Chernykh at the Crimean Astrophysical Observatory.
The Institute of Astronomy of the Russian Academy of Sciences, abbreviated as INASAN from its Russian name, is a leading astronomical research institution, founded in 1936. Its main fields of research are stellar astrophysics, galaxies, planetary systems, geodynamics, space research, NEAs and space debris.
Источники: 20020624/MPCPages.arc; M.P.C. 46009.

## Орбита

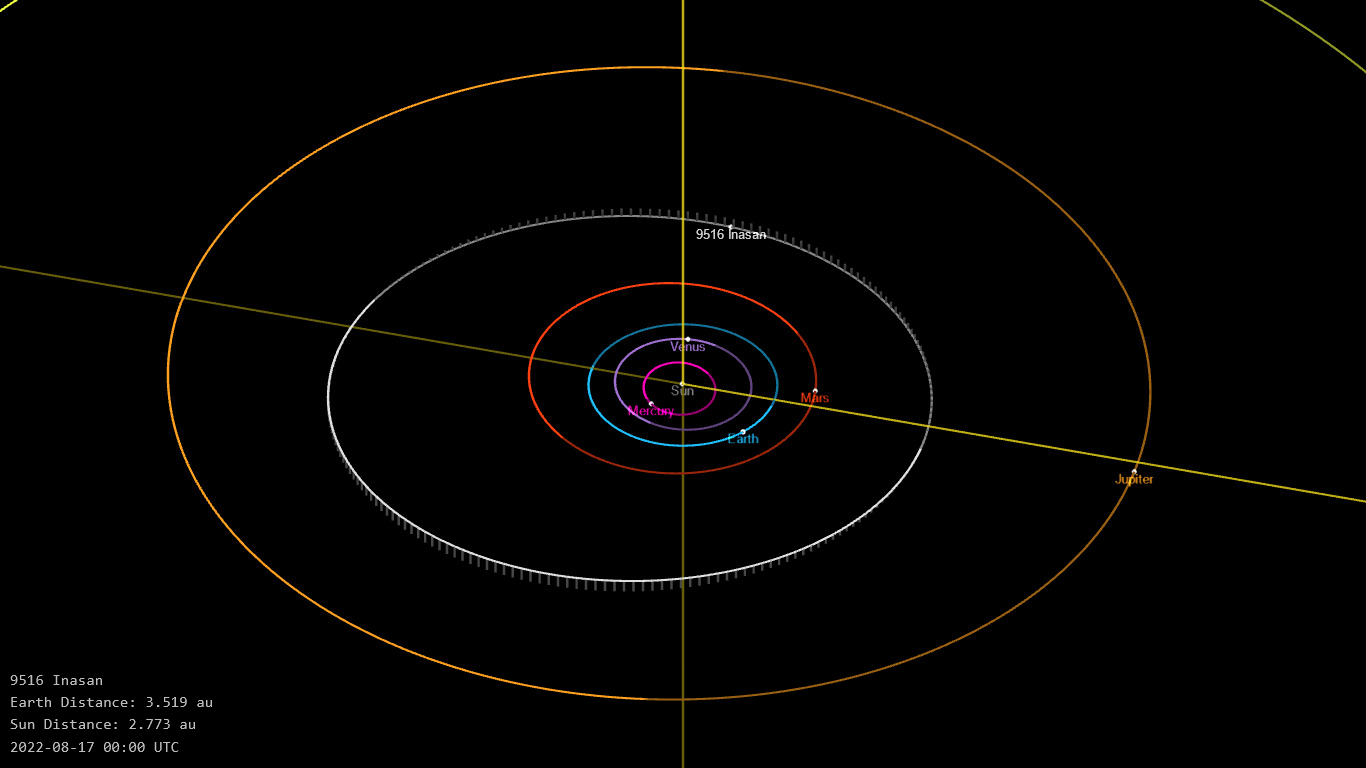
Орбита астероида Инасан и его положение в Солнечной системе

## Физические характеристики
Астероид относится к таксономическому классу C.
По результатам наблюдений в видимом и ближнем инфракрасном диапазоне космического телескопа NEOWISE диаметр астероида сначала оценивался равным 9,44±3,21 км, позже — 11,126±0,276 км и 10,708±3,626 км. Согласно тем же источникам альбедо оценивается как 0,08±0,05, 0,068±0,015 и 0,0461±0,0653.